# Louis Aublet
Pour les articles homonymes, voir Aublet.
Louis Georges Saïd Aublet, né à Tunis le 29 avril 1901 et mort le 5 mai 1980 dans le 15e arrondissement de Paris, est un architecte français, fils d'Albert Aublet.

## Biographie
Élève d'Alphonse Defrasse et de Joseph Madeline, il entre à l’École des beaux-arts en 1918. 
En 1924, il obtient le 3e Grand prix de Rome et l'année suivante le 2e. En 1926, il remporte une médaille de bronze au Salon des artistes français. 
Chef d'atelier et professeur de théorie (1957-1964), il sera durant sa carrière architecte en chef des bâtiments civils et palais nationaux, architecte en chef du ministère de la Reconstruction et de l'urbanisme pour la Marne et la Haute-Marne ainsi qu'architecte en chef du ministère des Travaux publics et du ministère de la Santé publique.
Urbaniste de la ville de Nice, on lui doit l'aéroport de la ville, en collaboration avec Leconte et Labbé.
Il préside l'Académie d'architecture de 1963 à 1966.

## Distinctions
- Chevalier de la Légion d'honneur (décret du 19 juillet 1947)[3]
- Officier de l'Instruction publique (JO du 26 août 1949)[4]
- 3e Grand prix de Rome (1924)
- 2e Grand prix de Rome (1925)
- Médaille de bronze au Salon des artistes français (1926)